# عارف حجاوي
عارف حجاوي (وُلد في 19 فبراير 1956 في نابلس) هو كاتبٌ ومقدم برامج فلسطيني، عمل في مهنتي التعليم والإعلام، وصدرت له العديد من المؤلفات في اللغة والإعلام والأدب، منها كتاب (أول الشعر: عصارة الشعر الجاهلي والإسلامي والأموي).

## التحصيل العلمي
تلقى حجاوي تعليمه المدرسي في المدارس الحكومية، وكما يذكر في سيرته الإعلامية حياتي في الإعلام فقد نال التعليم الحقيقي من مطالعاته. وفي عدة مقالات ذكر المدارس بشكل سلبي بوصفها لا تعلم الطالب، بل تعيقه عن التعلم. ونال شهادة البكالوريوس بضغط من الأهل، وبعد مجاهدة دامت نحو عشر سنين، تخللتها دراسة التاريخ لثلاث سنوات في ألمانيا لم تكلّل بالنجاح.

## الحياة العملية
- عمل في القسم العربي بهيئة الإذاعة البريطانية عشر سنوات، كان في الأربع الأخيرة منها مديراً للبرامج.
- في عام 1998 انتقل للعمل مديراً للتدريب الإذاعي في معهد الإعلام بجامعة بيرزيت ثم مديراً للمعهد، على مدى سبع سنوات.
- عمل في قناة الجزيرة منذ مطلع عام 2006، فكان مديراً للبرامج ست سنوات، ثم مديراً للمعايير التحريرية بقطاع ضبط الجودة حتى عام 2017.
- قضى في الشباب الباكر ثلاث سنوات في التعليم المدرسي.
- عمل رئيساً للتحرير في صحيفة الحياة الجديدة الصحيفة الرسمية للسلطة الفلسطينية ستة أشهر في عام 2012، قبل العودة إلى شبكة الجزيرة.

## الانتقادات
يؤمن عارف حجاوي باللغة العربية بوصفها الوسيلة الوحيدة للنهوض المعرفي والعلمي والاقتصادي للدول العربية، ويظهر هذا جلياً في كتابه اللغة العالية، ويرفض إدخال الحرف اللاتيني ضمن أي من كتاباته، ويوجه إليه النقد لأنه يرى أنه لا مستقبل للإعراب وتشكيل الكلمات في اللغة العربية. وينتقد فيما كتب من قصص وأحاديث إذاعية بِتَغَلُّبِ نزعة العبثية، وبازدواجية نظرته إلى التراث حيث يُعلي من شأنه حيناً، ويعتبره ثقلاً مُعطلِّاً للنهوض حيناً.

## أعماله

### مؤلفاته
- قواعد اللغة العربية (دار شروق – الأردن 2001)
- المسألة الفلسطينية (نشر ذاتي/ فلسطين 2003)
- الكتابة للراديو (معهد الإعلام بجامعة بيرزيت/ فلسطين 2004)
- زبدة النحو (معهد الإعلام بجامعة بيرزيت/ فلسطين 2004)
- عزيزي المستمع (معهد الإعلام بجامعة بيرزيت/ فلسطين 2014)
- بارقة أمل (لجنة المرأة – فلسطين 2005)
- موجز النحو (قناة الجزيرة – قطر 2006)
- شاعر الألف سنة: أحمد شوقي (الشروق – مصر 2007)
- عصارة المتنبي (دار الشروق – مصر 2009)
- حرية الإعلام في فلسطين/ مترجم عن الألمانية (معهد الإعلام بجامعة بيرزيت/ فلسطين 2001)
- المراسل التلفزيوني/ مترجم عن الإنجليزية (معهد الإعلام بجامعة بيرزيت/ فلسطين 2002)
- مفاوضات أوسلو / مترجم عن الإنجليزية (مؤسسة الدراسات الفلسطينية/ القدس-بيروت 2014)
- غلط غلط: 268 حديثاً إذاعياً، تم بثها من راديو أجيال، فلسطين (الناشر: راديو أجيال 2014)
- اللغة العالية، العربية الصحيحة للمذيع والمراسل والصحفي، (قطاع ضبط الجودة بشبكة الجزيرة 2014)
- حياتي في الإعلام (مركز الدراسات في شبكة الجزيرة، 2015)
- سلسلة "الزبدة"، أنطولوجيا الشعر العربي في خمسة أجزاء، صدرت الثلاثة الأولى (دار المشرق- مصر 2016)
- جولة في خريطة العالم السياسية. 2018.[2]
- حبر عتيق : كشكول أدب ولغة .. وعبث. (2018).[3]
- إعصار في الهلال الخصيب (رواية). صدرت 2018.[4]
- العروض العلم اللّاعلم. 2021
- الرخيصة والرخيص (قصص). 2021.
- هكذا أفكر، (مدارات للأبحاث والنشر 2022).
- هكذا أكتب، (مدارات للأبحاث والنشر 2022).
- الحاوي في الحكاوي.. مما قرأه وسمعه الراوي عارف أحمد الحجاوي، (جسور للترجمة والنشر 2022).[5]
- أخيار وأشرار وظرفاء وثقلاء: بورتريهات. (مدارات للأبحاث والنشر 2023).[6]

### برامج إعلامية
- دراسات في الإدب الإنجليزي- 21 حلقة من التحليل والدراما، بي بي سي (إذاعة)
- بيت من الشعر – 50 حلقة في تذوق الشعر العربي، بي بي سي (إذاعة)
- أوزان القصيد 29 حلقة في عروض الشعر العربي، بي بي سي (إذاعة)
- دائرة المعارف، 30 حلقة في المعارف العلمية، بي بي سي (إذاعة)
- البرامج الإخبارية، ضمن العمل مشرفاً تحريرياً في بي بي سي (إذاعة)
- بخيره وبشره: هؤلاء صنعوا القرن العشرين، طريق المحبة بنابلس (إذاعة)
- همس وضوضاء – رحلة في الموسيقى الكلاسيكية، 54 حلقة – إذاعة أجيال (إذاعة)
- قال الشاعر، 253 حلقة، قناة الجزيرة (تلفزيون)
- غلط غلط، 268 حلقة، إذاعة أجيال (إذاعة)
- سهل صعب مستحيل، 25 حلقة، إذاعة أجيال (إذاعة)
- فاكهة الأسماع، 20 حلقة إذاعة إجيال (إذاعة)
- سياسة سياسة، 15 حلقة، تلفزيون القدس التربوي (تلفزيون)
- بارقة أمل، 20 حلقة، إذاعة أجيال (إذاعة)
- النفس المطمئنة، 20 حلقة، إذاعة أجيال (إذاعة)
- صحافة الراديو، 30 حلقة، إذاعة أمواج (إذاعة)
- لكل مقام مقال، 13 حلقة، صوت فلسطين (إذاعة)
- ألبوم مدينة، 14 حلقة، قناة الجزيرة (تلفزيون)
- مقاليد الحكم، 20 حلقة، قناة الجزيرة (تلفزيون)
- ربيع الشعوب، 8 حلقات، قناة الجزيرة (تلفزيون)
- عظام العربية في لبنان، وثائقي لمدة ساعة، قناة الجزيرة (تلفزيون)
- كاسة شاي، دراما إذاعية، 12 حلقة، إنتاج مركز تطوير الإعلام بجامعة بيرزيت (إذاعة)
- كتاب علمني، برنامج ثقافي، 12 حلقة، إنتاج مركز تطوير الإعلام بجامعة بيرزيت (إذاعة)
- حق المواطن، 12 حلقة، إنتاج مركز تطوير الإعلام بجامعة بيرزيت (إذاعة)
- حق لا مكرمة، 52 حلقة، قناة الجزيرة (تلفزيون)
- برنامج اللغة العالية، قناة الحوار.
- برنامج سيداتي سادتي، قناة التلفزيون العربي.

## حياته الشخصية
كان والده أحمد حجاوي يعمل خياطًا، ووالدته سمر طوقان ربّة بيت. وهو متزوج وله ابنتان.